# Município de Marion (condado de Sebastian, Arkansas)
O município de Marion (em inglês: Marion Township) é um município localizado no condado de Sebastian no estado estadounidense de Arkansas. No ano de 2010 tinha uma população de 4.689 habitantes e uma densidade populacional de 82,53 pessoas por km².

## Geografia
O município de Marion encontra-se localizado nas coordenadas 35° 15′ 11″ N, 94° 22′ 38″ O. Segundo a Departamento do Censo dos Estados Unidos, o município tem uma superfície total de 56.82 km², da qual 56,29 km² correspondem a terra firme e (0,92 %) 0,52 km² é água.

## Demografia
Segundo o censo de 2010, tinha 4.689 habitantes residindo no município de Marion. A densidade populacional era de 82,53 hab./km². Dos 4.689 habitantes, o município de Marion estava composto pelo 93,35 % brancos, o 0,55 % eram afroamericanos, o 1,45 % eram amerindios, o 2,54 % eram asiáticos, o 0,28 % eram de outras raças e o 1,83 % eram de uma mistura de raças. Do total da população o 1,92 % eram hispanos ou latinos de qualquer raça.